# PRV-Motor

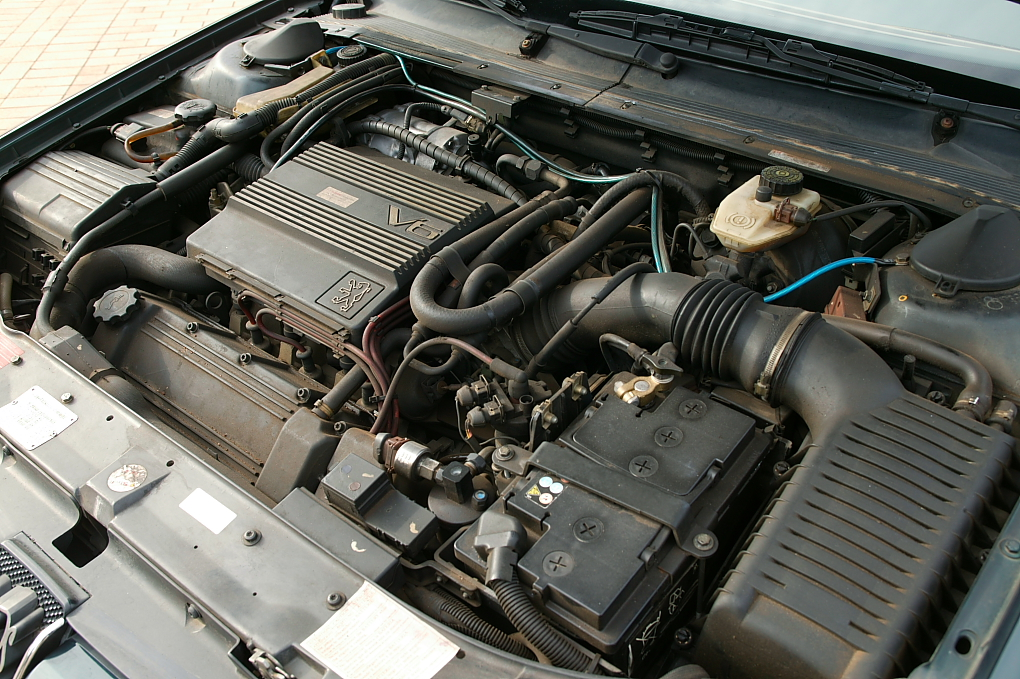
Der auch „Europa-V6“ genannte PRV-Motor in einem Peugeot 605

Der PRV-Motor, umgangssprachlich auch bekannt als Europa-V6 oder kurz Euro-V6, ist ein Sechszylinder-V-Motor, der von 1974 bis 1998 vom PRV-Konsortium in Douvrin hergestellt wurde.

## Entwicklungsgeschichte
1966 gründeten Peugeot und Renault ein Konsortium zur Entwicklung eines V-Motors mit acht Zylindern. 1971 schloss sich Volvo dem Konsortium an. PRV ist ein Akronym aus den Initialen der Beteiligten (Peugeot, Renault, Volvo).
Die erste Ölpreiskrise 1973 schränkte den Markt für Achtzylinder-Motoren stark ein. Deshalb wurde der Motor um zwei Zylinder verkürzt und 1974 als Sechszylinder-V-Motor auf den Markt gebracht. Mit dem V-8-Zylinderbankwinkel von 90° und einer Kurbelwelle mit um 120° versetzten Hubzapfen lief der V6 mit ungleichmäßigem Zündabstand (siehe Abschnitt „Irreguläre V-Motoren“ in Artikel V-Motor). Spätere Motoren hatten gleichmäßigem Zündabstand mit einer neuen Kurbelwelle, bei der die nebeneinander liegenden Hubzapfen um 30° versetzt waren. 
Zylinderkopf und Motorblock bestehen aus Aluminium, die nassen Laufbuchsen aus Schleuderguss. Je Zylinderbank gibt es eine kettengetriebene, obenliegende Nockenwelle, die die V-förmig hängenden Ventile über Kipphebel betätigt. Die Kipphebel einer Seite sitzen auf einer gemeinsamen Achse oberhalb der Nockenwelle.
Der PRV-Motor wurde während seiner Bauzeit weiterentwickelt. Auch der Hubraum wurde variiert (anfangs bei Peugeot 2664 cm³ mit 88 mm Bohrung und 73 mm Hub im 504 Coupé und 604, später dort 2849 cm³ (505); den 605 stattete Peugeot ebenso wie Renault den Safrane und Espace mit 2963 cm³ aus).
Bis zum Produktionsende 1998 wurden insgesamt 970.315 Stück hergestellt. Im ehemaligen PRV-Werk, dem heutigen Stellantiswerk Douvrin, das zwischenzeitlich La Française de Mécanique hieß, wurden seither unter anderem V6-Motoren mit 60-Grad-Zylinderwinkel für Renault und PSA Peugeot Citroën hergestellt, Stand Februar 2023 werden dort von 1523 Mitarbeitern Diesel- und Ottomotoren in den 3 Familien EP, EB Turbo PureTech und DV-R für den Stellantiskonzern gefertigt.
Ein Prototyp des Achtzylinder-Motors ist im Werk erhalten geblieben und wird bei Führungen auch gezeigt.

## Technik
Da der Zylinderbankwinkel von 90° (Zündreihenfolge 1–6–3–5–2–4) beibehalten wurde und gegenüberliegende Zylinder einen gemeinsamen Hubzapfen nutzten, ergab sich ein ungleicher Zündabstand und ein für einen Sechszylindermotor rauer Lauf. Erst 1985 wurde ein Hubzapfenversatz eingeführt, der einen sanfteren Lauf zur Folge hatte. Volvo begann damals, sich aus dem Konsortium zurückzuziehen; und verwendete ab 1990 einen größtenteils selbstentwickelten Reihenmotor. 
Weitere Merkmale waren die kompakte Bauweise und das geringe Gewicht von etwa 150 kg. Dies begünstigte die Verwendung auch in Pkw mit Frontantrieb und Sportwagen, darunter  Alpine, DeLorean, Venturi und in einigen Fahrzeugen von Lancia. Der Motorblock war ein Druckgussteil aus Leichtmetall, die auswechselbaren nassen Zylinderlaufbuchsen wurden hingegen im Schleudergussverfahren hergestellt, um gute Laufeigenschaften zu erreichen. Die Kurbelwelle hatte vier Hauptlager, auf je einem Kurbelwellenzapfen arbeiteten zwei Pleuel. Die beiden obenliegenden Nockenwellen wurden mit Ketten angetrieben. Der Motor war reparaturfreundlich konstruiert, so konnten die Zylinderköpfe mit angeschraubten Auspuffkrümmern demontiert und Kolben und Pleuel ohne Motorausbau gewechselt werden.
Die Motoren wurden zunächst mit einer Registervergaseranlage bestehend aus einem vom Gaszug betätigten Einfachvergaser Solex 34TBIA und einem unterdruckbetätigten Doppelvergaser Solex 35CEEI bestückt und leisteten in dieser Konfiguration 136 PS (100 kW). Ab 1977 gab es eine Version mit Bosch-K-Jetronic-Einspritzung und 144 PS (106 kW). PSA steigerte im Talbot Tagora 1981 bei unverändertem Hubraum durch Änderungen an Kolben und Zylinderkopf mit Hilfe von zwei Weber-Dreifachvergasern die Leistung auf 166 PS (122 kW).